# Bridge To Solace
A Bridge To Solace egy budapesti dallamos hardcore punk/metal zenekar.
A stabil felállás kialakulása után eleinte főleg külföldön léptek fel, csak később váltak rendszeressé a hazai koncertek. Szövegeik angol nyelven íródtak: személyes, társadalmi és politikai kérdéseket feszegetnek, enyhén cinikus formában. 2010-ben hivatalosan bejelentették hogy feloszlanak, de csinálnak még egy búcsútkoncert-sorozatot, amit Kámán Péter gitáros betegsége miatt 2011-re halasztottak.

## Történet

### Kezdetek
A zenekart Joy’s Pride néven alapította Alberti Krisztián (gitár), Sztojka László (basszusgitár) és Kuttner Tamás (gitár) 2000 elején, majd csatlakozott Fellegi Ádám (Newborn) dobos, de eleinte a másodgitáros és a dobos posztot Fellegi és Kuttner felváltva foglalta el, közben Fellegi énekelt is, majd amikor 2002-ben a Newborn feloszlott Jakab Zoltán elvállalta az énekesi pozíciót, így kialakult a végleges felállás, ahol Kuttner dobolt és Fellegi pedig gitározott.
Az első koncertjüket 2002. november 18-án adták Gödöllőn a bostoni Bane előtt. Később Kuttner javaslatára a zenekar nevét Bridge To Solace-ra változtatták. Miközben Fellegi kisegítette a Paint The Town Red-et a Converge-zsel való közös turnéján a doboknál, megmutatta a Paint The Town Red gitáros és egyben a német Let It Burn kiadótulajdonos Christoph Zehetleitnernek a novemberi koncertfelvételt, melynek hatására Chris szerződést ajánlott.
Az első albumot a budapesti parkPlatz stúdióban rögzítették és 2003. augusztus 15-én jelentették meg Of Bitterness and Hope címmel, amelyen 9 szám hallható. A lemezhez 12 oldalas booklet tartozott, amelyet Totik Zoltán készített.
Szeptemberben lebonyolítottak egy háromhetes európai turnét a Paint The Town Red és a holland Razor Crusade társaságában, majd két hónap múlva a Walls of Jericho-val és az Undyinggal, ahol Spencer barátjuk a The Shiveringből segített ki a mikrofonnál Zoli egészségügyi problémái miatt, kivéve a müncheni állomást, ahol még Zoli énekelt.
2004-ben Magyarországon is felléptek többek között a Summer Rockson és a Sziget Fesztiválon.
A következő anyag a Kingdom of the Dead 2004 szeptemberében került a boltokba egy rövidebb 5 számos EP formájában, amelyen Ducza Nóra opera-énekesnő is énekelt.

### Koncertek, tagcserék
2005 márciusában és áprilisában ismét európai turné következett a Undyinggal és a The Great Deceiverrel.
A koncertsorozat után Alberti Krisztián családi okok miatt kilépett a zenekarból, helyét Szollár Bálint foglalta el.
2006-ban elkezdődtek az új lemez munkálatai, a kiadást megelőzően májusban a Raised Fisttel majd az Embers-szel mentek európai turnéra amely 23 állomást foglalt magába.
2006. június 9-én megjelent a második nagylemezük Where Nightmares and Dreams Unite címmel a holland GSR Music gondozásában. Az új anyagot júliusban az Endstand vendégeként mutatták be néhány európai fesztiválon, Magyarországon pedig a Watch My Dyinggal és a Septickel. Az albumon szereplő "The Dead And The Unknown" című tételhez klip is készült, Lóránt Demeter rendezésében.
A 2007 májusában lezajlott három hetes Európa-turnét a Twelve Tribes-szal és a Raging Speedhornnal járták végig. A turné végezetével Kuttner Tamás elhagyta a zenekart, helyette Fellegi ült ismét a dobok mögé. Pár hónapig Farkas Péter az Embers-ből gitározott majd ő is kilépett és Kámán Péter (Drünken Bastards) lett az új tag, aki már a csatlakozás előtt, koncerten, basszusgitáron kisegítette a zenekart, ezen tagcserék miatt és Jakab Zoltán kiújuló betegségének következtében a zenekar több mint 1 évig passzív volt.

### Új lendület
2008 júliusában – az egyik barátjuk – Varga Attila által felkínált lehetőséggel élve, a svájci Zug városába utaztak hogy felvegyék a harmadik BtS stúdióalbumot a Traintown Studioban. Az albumon már Fellegi Ádám dobol, Jakab Zoltán egy mélyebb hangját mutatja meg, Kámán Péter és Szollár Bálint gitározik, Sztojka László basszusgitározik.
A felvételek keverését a rock/metal berkekben ismert Blair Calibaba producer végezte Kanadában. Bár a felvétel már 2008-ban kész volt, a boltokba csak 2009 februárjában kerülhetett kiadói okok miatt. Az album a House Of The Dying Sun címet viseli, amely az Edge Records szárnyai alatt lett kiadva és a GSR-el megállapodva a Where Nightmares and Dreams Unite albumot is teljes egészében tartalmazza.
A lemezbemutató koncert után Fellegi Ádám és Sztojka László hivatalosan kilépett a zenekarból.
Az új tagok Szendi Csaba (Fallenintoashes, basszusgitár) Ernyes Szilárd (dob) lettek. Októberben az új alakulat turnéra indult, amely érintette: Szlovákiát, Csehországot, Németországot, Belgiumot, Hollandiát, Franciaországot, Olaszországot, Svájcot, Ausztriát, Szlovéniát és legvégül Magyarországot. 23 nap alatt 21 koncertet adtak.
2009 végén Ernyes Szilárd elhagyja a zenekart, a megüresedett ütős-posztot ideiglenesen Fellegi Ádám veszi át.

## Tagok

### Utolsó felállás
- Jakab Zoltán – ének (2002-2010)
- Fellegi Ádám – dobok (2000-2002, 2007-2010), gitár (2002-2007), ének (2000-2002)
- Kámán Péter – gitár (2007-2010)
- Szollár Bálint – gitár (2005-2010)
- Szendi Csaba – basszusgitár (2009-2010)

### Korábbi tagok
- Alberti Krisztian – gitár (2000-2005)
- Kuttner Tamás – gitár (2000-2002), dobok (2002-2007)
- Sztojka László – basszusgitár (2000-2009)
- Ernyes Szilárd – dobok (2009)
- Farkas Péter – gitár (2007)

### Közreműködő Tagok
- Greg Bennick – spoken word (2003, Of Bitterness and Hope)
- Ducza Nóra – ének (2004, Kingdom of the Dead)
- Spencer Rangitsch – ének (2003, Walls of Jericho turnén)
- Herczeg László – gitár (2009, csak koncerten)[20]

## Diszkográfia
- Of Bitterness and Hope (2003)
- Kingdom of the Dead (EP, 2004)
- Where Nightmares and Dreams Unite (2006)
- House Of The Dying Sun (2009)

## Külső hivatkozások
- Bridge To Solace a Myspace-en
- Koncertfotók